# Deens referendum betreffende de toetreding tot de Europese Gemeenschappen

Denemarken binnen de huidige Europese Unie

Een referendum betreffende de toetreding tot de Europese Economische Gemeenschap werd gehouden in Denemarken op 2 oktober 1972. De opkomst voor het referendum was 90,1% en resulteerde in een meerderheid van 63,3% voor toetreding. Op 11 oktober 1972 vaardigde het Deense parlement een wet uit waarmee toetreding van Denemarken tot de EEG mogelijk werd. Denemarken werd op 1 januari 1973 een lidstaat van de EEG. 

## Achtergrond
Volgens artikel 20, sectie 2 van de Deense Grondwet, moet elke wet die restricties oplegt aan de soevereiniteit van de Deense staat worden goedgekeurd door het parlement met een ratio van meer dan 5/6. Als een meerderheid van de leden van het parlement voorstemt, maar er geen meerderheid van 5/6 wordt bereikt, kan de overheid een publieke referendum uitschrijven. Een referendum was het geval in Denemarken.

## Uitslag van het referendum
| Keuze                                   | Stemmen   | %    |
| --------------------------------------- | --------- | ---- |
| Voor                                    | 1.985.043 | 63,3 |
| Tegen                                   | 1.135.755 | 36,7 |
| Ongeldig/blanco                         | 19.323    | -    |
| Totaal                                  | 3.113.121 | 100  |
| Geregistreerde stemgerechtigden/opkomst | 3.453.763 | 90,1 |